# Супетар
Супетар је град у Хрватској, на острву Брачу, Сплитско-далматинска жупанија.

## Географија
Супетар је највеће насеље на острву Брачу.

## Историја
Иво Војновић је овде 1906. написао „Смрт мајке Југовића”, поводом чега је 1936. постављена спомен-плоча.
До територијалне реорганизације у Хрватској налазио се у саставу старе општине Брач.

## Становништво
На попису становништва 2011. године, град Супетар је имао 4.074 становника, од чега у самом Супетру 3.213.

### Град Супетар
| Број становника по пописима | Број становника по пописима | Број становника по пописима | Број становника по пописима | Број становника по пописима | Број становника по пописима | Број становника по пописима | Број становника по пописима | Број становника по пописима | Број становника по пописима | Број становника по пописима | Број становника по пописима | Број становника по пописима | Број становника по пописима | Број становника по пописима | Број становника по пописима |
| --------------------------- | --------------------------- | --------------------------- | --------------------------- | --------------------------- | --------------------------- | --------------------------- | --------------------------- | --------------------------- | --------------------------- | --------------------------- | --------------------------- | --------------------------- | --------------------------- | --------------------------- | --------------------------- |
| 1857                        | 1869                        | 1880                        | 1890                        | 1900                        | 1910                        | 1921                        | 1931                        | 1948                        | 1953                        | 1961                        | 1971                        | 1981                        | 1991                        | 2001                        | 2011                        |
| 2.571                       | 2.833                       | 2.951                       | 3.057                       | 3.239                       | 3.062                       | 2.637                       | 2.623                       | 2.425                       | 2.507                       | 2.486                       | 2.389                       | 2.815                       | 3.324                       | 3.889                       | 4.074                       |

Напомена: Настао из старе општине Брач.

### Супетар (насељено место)
| Број становника по пописима | Број становника по пописима | Број становника по пописима | Број становника по пописима | Број становника по пописима | Број становника по пописима | Број становника по пописима | Број становника по пописима | Број становника по пописима | Број становника по пописима | Број становника по пописима | Број становника по пописима | Број становника по пописима | Број становника по пописима | Број становника по пописима | Број становника по пописима |
| --------------------------- | --------------------------- | --------------------------- | --------------------------- | --------------------------- | --------------------------- | --------------------------- | --------------------------- | --------------------------- | --------------------------- | --------------------------- | --------------------------- | --------------------------- | --------------------------- | --------------------------- | --------------------------- |
| 1857                        | 1869                        | 1880                        | 1890                        | 1900                        | 1910                        | 1921                        | 1931                        | 1948                        | 1953                        | 1961                        | 1971                        | 1981                        | 1991                        | 2001                        | 2011                        |
| 1.656                       | 1.701                       | 1.774                       | 1.795                       | 1.829                       | 1.757                       | 2.637                       | 1.440                       | 1.303                       | 1.384                       | 1.422                       | 1.486                       | 2.060                       | 2.568                       | 3.016                       | 3.213                       |

Напомена: У 1921. садржи податке за насеља Мирца, Сплитска и Шкрип.

### Попис1991.
На попису становништва 1991. године, насељено место Супетар је имало 2.568 становника, следећег националног састава:
| Попис 1991.‍   | Попис 1991.‍  | Попис 1991.‍ | Попис 1991.‍ | Попис 1991.‍ |
| ------------- | ------------ | ----------- | ----------- | ----------- |
|               |              |             |             |             |
| Хрвати        | Хрвати       |             | 2.331       | 90,77%      |
| Срби          | Срби         |             | 66          | 2,57%       |
| Југословени   | Југословени  |             | 35          | 1,36%       |
| Муслимани     | Муслимани    |             | 26          | 1,01%       |
| Албанци       | Албанци      |             | 15          | 0,58%       |
| Словенци      | Словенци     |             | 10          | 0,38%       |
| Црногорци     | Црногорци    |             | 6           | 0,23%       |
| Мађари        | Мађари       |             | 4           | 0,15%       |
| Македонци     | Македонци    |             | 4           | 0,15%       |
| Чеси          | Чеси         |             | 4           | 0,15%       |
| Русини        | Русини       |             | 1           | 0,03%       |
| остали        | остали       |             | 5           | 0,19%       |
| неопредељени  | неопредељени |             | 35          | 1,36%       |
| регион. опр.  | регион. опр. |             | 12          | 0,46%       |
| непознато     | непознато    |             | 14          | 0,54%       |
| укупно: 2.568 |              |             |             |             |